# Bigfoot
Bigfoot, još nazivan Sasquatch, je veliko, majmunoliko stvorenje koje navodno luta u divljinama Sjedinjenih Američkih Država i Kanade, posebno oko Velikih jezera, Tihog oceana, Stjenjaka, i na sjeverozapadu i jugu SAD-a.

## Opis Bigfoota
Bigfoot (zvan i sasquatch) se opisuje kao krupno čovjekoliko biće obraslo dlakom, jakog torza i visine dva do tri metra. Glava mu je mala i ušiljena prema vrhu, bez istaknutog vrata i čela. Oči su mu male, a nad njima nalazi se jaki koštani greben. Dlaka je relativno kratka i kudrava, tamnija kod mlađih primjeraka, a crvenkasta kod starijih. Biće ima karakteristična velika stopala (eng. big foot), čiji su otisci veličine do četrdesetak centimetara.

## Povijest
Bigfoota su viđali još i američki Indijanci na zapadnoj obali Sjeverne Amerike u pretkolumbovsko vrijeme. Indijanski nazivi za to stvorenje razlikovali su se od plemena do plemena. Tako su pripadnici plemena Lummi bigfoota zvali Ts'emekwes, plemena koja su živjele oko planine St. Helens zvali su ga skoocoom, a najpoznatije Indijansko ime je sasquatch, koje su mu dali pripadnici plemena Halkomelem. U Indijanskim pričama Bigfoot je opasni kanibal koji terorizira sela.
Prvi jači dokaz o njegovu postojanju pronašao je Eric Shipton 1951. godine. Bio je to otisak za kojeg je on smatrao da pripada jetiju, divljem čovjeku s Himalaje. Najpoznatiji i najjači dokaz o njegovu postojanju je film koji su snimili tragači za Bigfootom Roger Patterson i Robert Gimlin 20. listopada 1961. godine u Bluff Creeku, Kalifornija. Ta je snimka i danas predmet raznih rasprava.

### Ostali nazivi
- Ba'wis (Tsimshian)
- Boqs (Bella Coola)
- Ts'eł'eni, Kol'eni, Bush Indians (Ahtena)
- Chiye-Tanka (Sioux)
- Choanito/Night People (Wenatchee)
- Mayak datat (Hairy Man) (Yokuts)
- Kohuneje (Maidu)
- Lariyin (Dogrib)
- Lofa (Chickasaw)
- Matah Kagmi (Modoc)
- Maxemista (Cheyenne)
- Na'in (Kutchin)
- Nakani (Dene)
- Nant'ina (Tanaina)
- Nik'inla'eena' (Koyukon)
- Omah (Hupa)
- Sasquatch (Coast Salish)
- Seeahtlk (Clallam)
- Shampe (Choctaw)
- Siatco (Chehalis)
- Skookum (Chinook)
- Ste-ye-hah'mah (Yakima)
- Seatco, Siatco, Tsiatko, Stick Indians (Chehalis, Clallam, Puget Sound Salish, Yakima)
- Nuhu'anh ili The Woodsman (Ahtena, Koyukon)